# 埃纳河畔韦利
埃纳河畔韦利（法語：Vailly-sur-Aisne，法語發音：[vɛli syʁ ɛn]）是法国上法蘭西大區埃纳省的一个市镇，属于苏瓦松区。

## 地名
该地名“Vailly-sur-Aisne”发音为[vɛli syʁ ɛn]，“Vailly”的发音为/vɛli/（韦利）而非由字面推得的/vaji/（瓦伊），《世界地名翻译大辞典》与《世界地名译名词典》将其误译作“埃纳河畔瓦伊”。

## 地理
埃纳河畔韦利（49°24'33"N, 3°30'59"E）面积9.97 平方千米，位于法国上法蘭西大區埃纳省，该省份为法国北部内陆省份，北起北部省，西接索姆省和瓦兹省，东临阿登省和马恩省，西南至塞纳-马恩省，东北部与比利时接壤。
与埃纳河畔韦利接壤的市镇（或旧市镇、城区）包括：艾济-茹伊、埃纳河畔塞勒、沙斯米、沙沃讷、奥斯泰勒、普雷勒和博沃。
埃纳河畔韦利的时区为UTC+01:00、UTC+02:00（夏令时）。

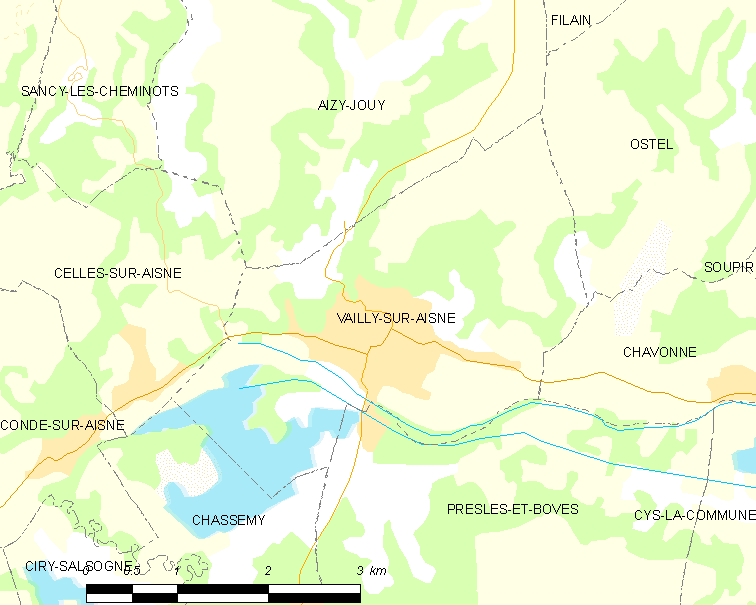
埃纳河畔韦利的OSM定位图

## 行政
埃纳河畔韦利的邮政编码为02370，INSEE市镇编码为02758。

## 政治
埃纳河畔韦利所属的省级选区为塔德努瓦地区费尔县。

## 人口

1962-2008年间埃纳河畔韦利人口变化图示

埃纳河畔韦利于2022年1月1日时的人口数量为2019人。